# Уиллс-Крик
Уиллс-Крик (англ. Wills Creek) — река в США, в центральной части штата Огайо. Является притоком реки Маскингум, которая в свою очередь является притоком реки Огайо. Длина реки — 148,8 км. Площадь бассейна — 2209 км².
Берёт начало от слияния нескольких небольших водотоков близ городка Плезант, на юге округа Гернси. В верхней части течёт преимущественно в северном направлении, протекая через такие населённые пункты как Байсвилл, Кембридж и Кимболтон. Близ Кимболтона река поворачивает на запад и продолжает течь через юго-восток округа Кошоктон и северо-восток округа Маскингум. Впадает в реку Маскингум в 13 км к югу от города Кошоктон. Высота устья — 217 м над уровнем моря.